# Zaus caeruleus
Zaus caeruleus is een eenoogkreeftjessoort uit de familie van de Harpacticidae. De wetenschappelijke naam van de soort is voor het eerst geldig gepubliceerd in 1929 door Campbell.